# Анунцијата (Козенца)
Анунцијата је насеље у Италији у округу Козенца, региону Калабрија.
Према процени из 2011. у насељу је живело 141 становника. Насеље се налази на надморској висини од 371 м.